# Platylygus hirtus
Platylygus hirtus är en insektsart som beskrevs av Knight 1970. Platylygus hirtus ingår i släktet Platylygus och familjen ängsskinnbaggar. Inga underarter finns listade i Catalogue of Life.